# Taiwanaphis dineni
Taiwanaphis dineni är en insektsart. Taiwanaphis dineni ingår i släktet Taiwanaphis och familjen långrörsbladlöss. Inga underarter finns listade i Catalogue of Life.